# Jagdstaffel 74
Jagdstaffel Nr. 74 – Königlich Preußische Jagdstaffel Nr. 74 – Jasta 74 – jednostka Luftstreitkräfte z okresu I wojny światowej.

## Informacje ogólne
Jednostka została utworzona w 16 lutego 1918 roku we Fliegerersatz Abteilung Nr. 1 ALtenberg. Organizację eskadry powierzono przybyłemu z Jagdstaffel 2 porucznikowi Theodor Cammann.
Zdolność bojową eskadra osiągnęła 25 lutego, a 8 marca została przydzielona pod dowództwo 1 Armii, gdzie pozostała do końca wojny, i umieszczona na lotnisku w Bergnicourt.
Piloci eskadry latali na samolotach Albatros D.III, Albatros D.V i Fokker D.VII
Jasta 74 w całym okresie wojny odniosła 22 zwycięstwa. W okresie od lutego do listopada 1918 roku jej straty wynosiły 1 zabity i 1 ranny.
Łącznie w jednostce służyło 5 asów myśliwskich:
Theodor Cammann (10), Wilhelm Hippert (3), Rudolf Otto (2), Dietrich Averes, Alfons Nagler

### Dowódcy Eskadry
| Stopień      | Nazwisko        | Okres                   |
| ------------ | --------------- | ----------------------- |
| Porucznik    | Theodor Cammann | 16.02.1918 – 22.08.1918 |
| Podporucznik | Neumann         | 22.08.1918 – 1.10.1918  |
| Porucznik    | Theodor Cammann | 1.10.1918 – 11.11.1918  |